# Kowalewko (powiat mławski)
Kowalewko – wieś sołecka w Polsce położona w województwie mazowieckim, w powiecie mławskim, w gminie Strzegowo.
| SIMC    | Nazwa               | Rodzaj    |
| ------- | ------------------- | --------- |
| 0126824 | Budy Kowalewkowskie | część wsi |
| 0126830 | Zalesie             | część wsi |

Do 1954 roku siedziba wiejskiej gminy Dąbrowa. W latach 1954–1959 i 1961-1972 wieś należała i była siedzibą władz gromady Kowalewko (gromada 1954–1959), Kowalewko (gromada 1961–1972). W latach 1975–1998 miejscowość należała administracyjnie do województwa ciechanowskiego.
Obok miejscowości przepływa rzeczka Sewerynka, dopływ Mławki.